# Aegialites saintgeorgensis
Aegialites saintgeorgensis är en skalbaggsart som beskrevs av Zerche 2004. Aegialites saintgeorgensis ingår i släktet Aegialites och familjen trädbasbaggar. Inga underarter finns listade i Catalogue of Life.

## Bildgalleri

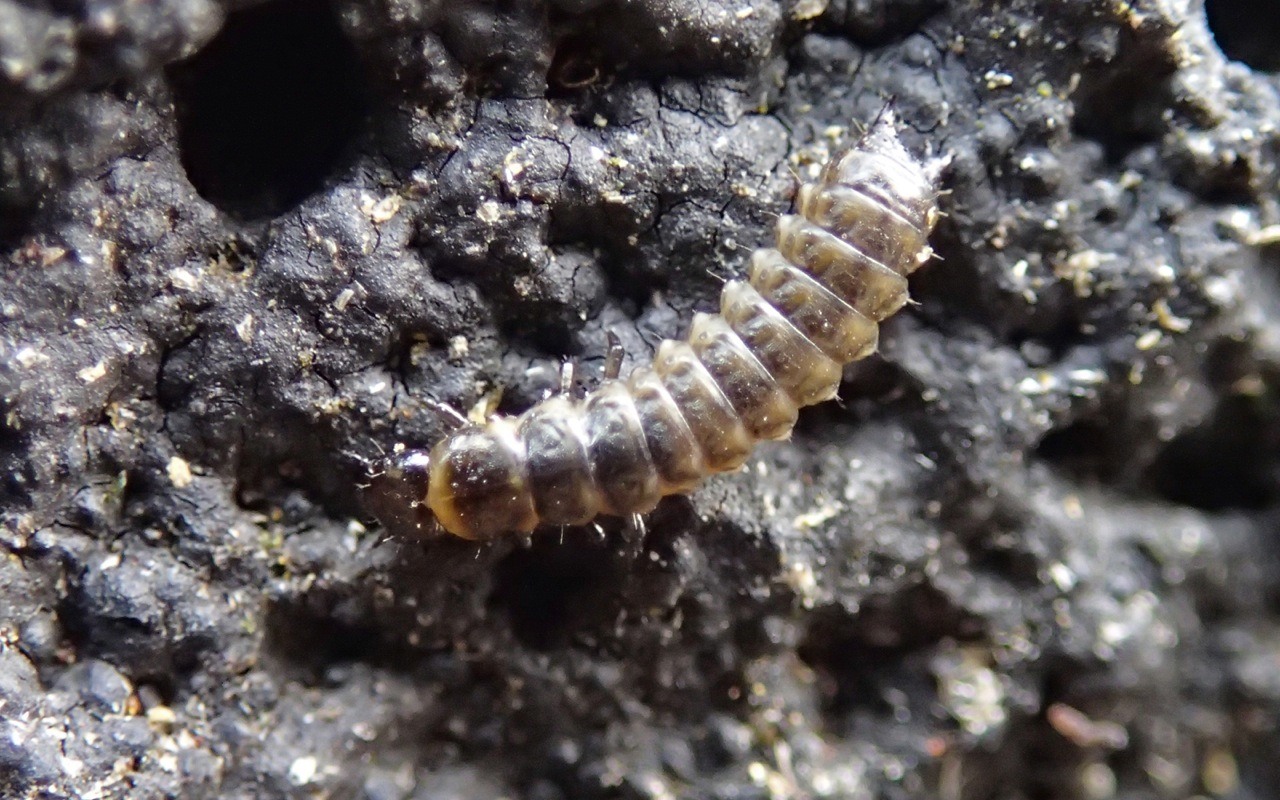
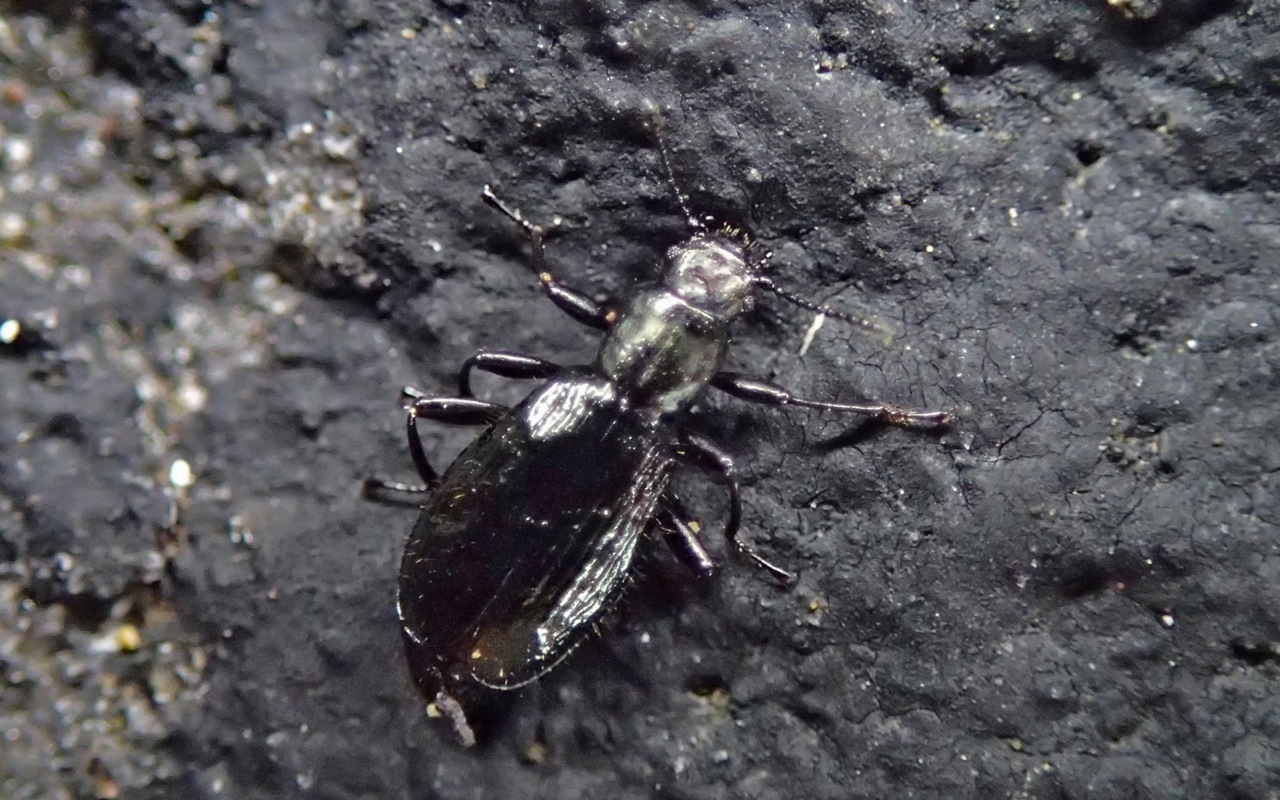